# بوبي تشين
بوبي تشين (بالإنجليزية: Bobby Chinn)‏ هو مقدم تلفزيوني نيوزيلندي ذو أصول مصرية، ولد في 3 أبريل 1964 في أوكلاند في نيوزيلندا.

## وصلات خارجية
- الموقع الرسمي